# Гончаров Микола Васильович
Микола Васильович Гончаров (нар. 26 січня 1930, тепер Російська Федерація — 1997) — радянський військовий діяч, генерал-полковник, начальник Політуправління Прикарпатського військового округу. Депутат Верховної Ради УРСР 11-го скликання.

## Біографія
З 1949 року служив у Радянській армії.
Член КПРС з 1951 року.
Закінчив Військово-політичну академію імені Леніна.
Довгий час був на військовій політичній роботі.
У 1983—1985 роках — член Військової Ради — начальник Політичного управління Червонопрапорного Прикарпатського військового округу.
З 1985 року — член Військової Ради — начальник Політичного управління військ Південно-Західного напряму.
Потім — у відставці.

## Звання
- генерал-лейтенант
- генерал-полковник

## Нагороди
- орден Червоної Зірки
- Орден «За службу Батьківщині в Збройних Силах СРСР» ІІІ ст.
- ордени
- медалі